# Vultureanca, Dâmbovița
Vultureanca este un sat în comuna Răscăeți din județul Dâmbovița, Muntenia, România. În apropierea sa se află lacul Mozacu, lac înconjurat de o pădure.